# لندن غرامر
لندن غرامر (بالإنجليزية: London Grammar) وهي فرقة موسيقية ثلاثية بريطانية تشكلت في سنة 2012 وتتكون من هاناه رييد و دان روثمان و و دومينيك دوت ماجور.

## روابط خارجية
- لندن غرامر على موقع IMDb (الإنجليزية)
- لندن غرامر على موقع ميوزك برينز (الإنجليزية)
- لندن غرامر على موقع أول ميوزيك (الإنجليزية)
- لندن غرامر على موقع ديسكوغز (الإنجليزية)